# Іванникова Марія Сергіївна
Марія Сергіївна Іванникова (14 листопада 1923, село Пеньки, нині Новодеревеньківського району Рязанської області, Російська Федерація — після 2000, Москва) — радянська діячка, новатор виробництва, ткаля Московської бавовняної фабрики імені Фрунзе. Член ЦК КПРС у 1971—1981 роках. Депутат Верховної ради СРСР 8—9-го скликань. Герой Соціалістичної Праці (5.04.1971).

## Життєпис
Народилася в селянській родині. Освіта неповна середня. У 1938—1940 роках — учениця школи фабрично-заводського учнівства при Московській бавовняній фабриці імені Фрунзе.
З 1940 року — ткаля, учениця помічника майстера, помічник майстера, інструктор виробничого навчання, з 1954 року — ткаля Московської бавовняної фабрики імені Фрунзе, де пропрацювала понад 40 років до виходу на пенсію.
Член ВКП(б) з 1948 року.
Була автором почину із економії сировини на виробництві тканин. Її ім'я було занесено в Книгу трудової слави Міністерства легкої промисловості СРСР, а сама Марія Іванникова була удостоєна звання кращої ткалі РРФСР.
Указом Президії Верховної Ради СРСР від 5 квітня 1971 року за видатні успіхи в достроковому виконанні завдань п'ятирічного плану і великий творчий внесок в розвиток виробництва тканин, трикотажу, швейних виробів та іншої продукції легкої промисловості Іванниковій Марії Сергіївні присвоєно звання Героя Соціалістичної Праці з врученням ордена Леніна і золотої медалі «Серп і Молот».
З початку 1980-х років — персональний пенсіонер в місті Москві.

## Нагороди і звання
- Герой Соціалістичної Праці (5.04.1971)
- два ордени Леніна (9.06.1966, 5.04.1971)
- два ордени Трудового Червоного Прапора (16.11.1973, 16.01.1981)
- медалі
- золотий знак ЦК ВЛКСМ «Наставник молоді»
- Державна премія СРСР (1976) — за розробку і виконання зустрічних планів, здійснення заходів щодо підвищення продуктивності праці на кожному робочому місці, забезпечення режиму економії, розвиток руху наставництва